# Cataulacus greggi
Cataulacus greggi é uma espécie de formiga do gênero Cataulacus, pertencente à subfamília Myrmicinae.